# John Titor
Vous pouvez aider à l'améliorer ou bien discuter des problèmes sur sa page de discussion.
- Le fond est à vérifier. Si vous venez d’apposer le bandeau, merci d’indiquer ici les points à vérifier. (Marqué depuis mai 2017)

Vous pouvez aider à l'améliorer ou bien discuter des problèmes sur sa page de discussion.
- Il ne cite pas suffisamment ses sources. Vous pouvez indiquer les passages à sourcer avec {{référence nécessaire}} ou {{Référence souhaitée}}, et inclure les références utiles en les liant aux notes de bas de page. (Marqué depuis janvier 2024)
- Il ne s’appuie pas, ou pas assez, sur des sources secondaires ou tertiaires. (Marqué depuis janvier 2024)
- Il n’est pas rédigé dans un style encyclopédique. (Marqué depuis janvier 2023)

- Archive Wikiwix
- Bing
- Cairn
- DuckDuckGo
- E. Universalis
- Gallica
- Google
- G. Books
- G. News
- G. Scholar
- Persée
- Qwant
- (zh) Baidu
- (ru) Yandex
- (wd) trouver des œuvres sur Wikidata

John Titor est le pseudonyme d'une personne ayant posté plusieurs messages de novembre 2000 à mars 2001 sur des forums traitant le voyage dans le temps en affirmant être un voyageur temporel en provenance de l'année 2036. Ses affirmations sont caractérisées par leur élaboration et le fait qu'elles ont été appuyées par des preuves photographiques de mauvaise qualité (ce qu'il justifiera par le fait que  les imprimantes fonctionnent mal en 12V). Ses affirmations ont été acceptées par certaines communautés[Lesquels ?], mais la thèse d'un canular bien monté reste la plus admise dans le monde.
Dans ses messages, il parle d’une troisième guerre mondiale en 2015 qui conduit à une modification de la Constitution américaine et qui pousse cet État à se séparer en 5 unités distinctes, séparées selon leurs moyens financiers et militaires.

## Les affirmations
Pendant la période où Titor a posté sur les forums, il a fait plusieurs prédictions spécifiques et vérifiables sur des événements du futur proche qui prouvent, passé 2015, la non-véracité de son histoire. Il n'a pas fourni de compte rendu détaillé ni explicite, ce qui suit est un résumé de ses déclarations.
- Il a annoncé qu'au début du XXIe siècle, une troisième guerre mondiale décimerait la moitié de la population terrestre, modifiant à jamais la géographie de la planète.

- Titor affirmait être un soldat qui a été recruté par un projet gouvernemental de voyage temporel. Il aurait été envoyé en 1975 pour retrouver un IBM 5100 qu'il affirmait être nécessaire pour surmonter un bug Unix, les machines utilisant Unix devraient alors tomber en panne après 2038, bug connu venant de la nature 32 bits de l'horloge.

- Il aurait apparemment profité d'une fenêtre favorable à son retour en 2036 qui s’est ouverte en 2001 pour voir sa famille en 2000[1].

Titor a participé à des discussions sur des forums Internet, apparemment pour évaluer les réactions face à un voyageur temporel. Son premier article, daté du 2 novembre 2000, est publié sous le nom de « Timetravel_0 » avant qu'il n'opte pour « John Titor ». Il est aussi probable que « John Titor » soit un pseudonyme. La similitude avec le nom de « John Connor », un personnage du film de science-fiction Terminator dans lequel il est justement question de voyages temporels et de problèmes informatiques, est assez flagrante.
Plusieurs sites référencent la totalité des écrits de John Titor. La validité des retranscriptions peut généralement être vérifiée par archive.org. Ceci ne valide certes nullement l'aspect « prédictif » des déclarations, mais permet de confirmer la date réelle d'écriture des messages.